# 비프 아 카발루
비프 아 카발루(포르투갈어: bife a cavalo)는 포르투갈의 요리이다. 쇠고기 스테이크 위에 달걀 프라이를 올려 만든다. "아 카발루(a cavalo)"는 "말을 탄"이라는 뜻으로, 달걀 프라이가 스테이크 위에 올라탄 모습을 빗댄 것이다. 주로 감자 튀김을 곁들여 먹고, 간혹 샐러드를 곁들이기도 한다.